# Loukov (Boêmia Central)
Loukov é uma comuna checa localizada na região da Boêmia Central, distrito de Mladá Boleslav.